# Herrenchiemsee

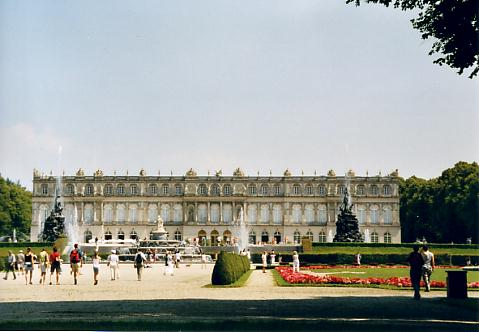
Slottet Herrenchiemsee

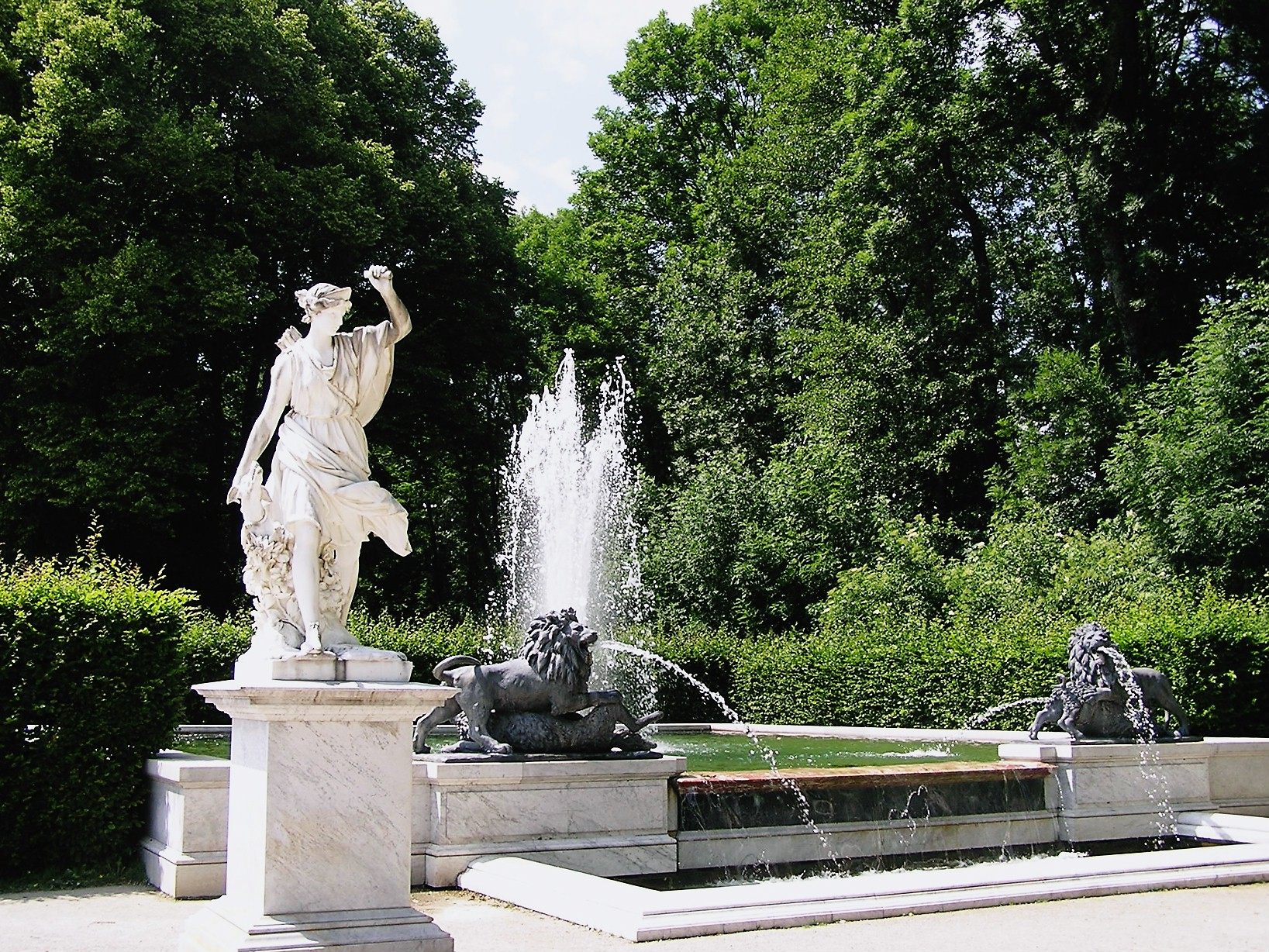
En av fontänerna i trädgården på Herrenchiemsee

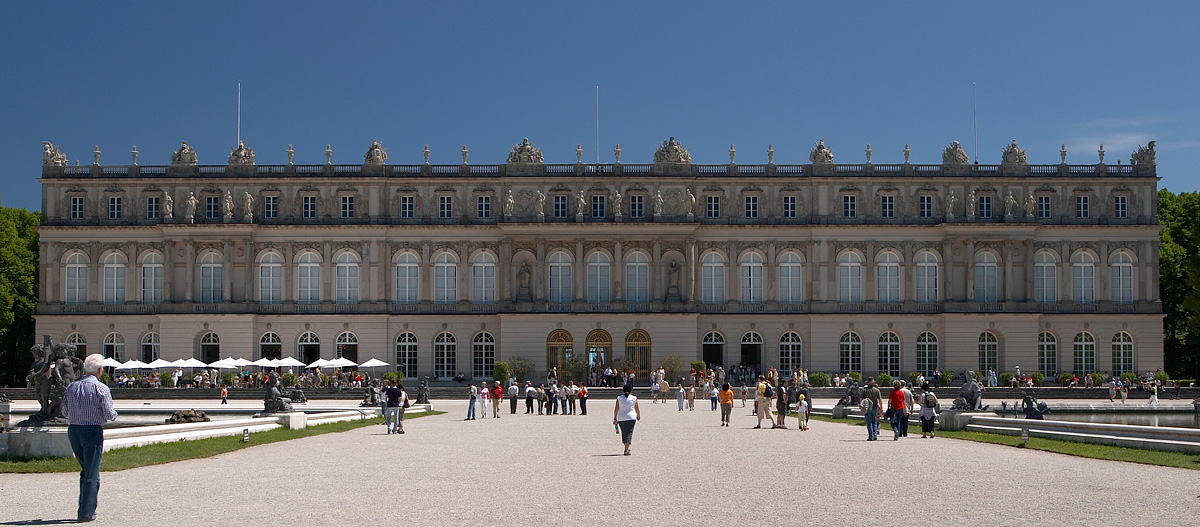
Herrenchiemsee 2005

Herrenchiemsee är ett komplex av kungliga byggnader på ön Herreninsel, en ö i mitten av Chiemsee, Bayerns största sjö, 60 kilometer sydost om München.
Det nya palatset är det mest berömda av byggnaderna och det största av Ludvig II av Bayerns slott. Det är ett monument för att hylla hans beundran av den franske kungen Ludvig XIV. I den stora spegelsalen i palatset finns 25 hyllningstavlor till Ludvig XIV.
Det nya palatset ritades av Christian Jank, Franz Seitz och Georg von Dollmann och byggdes mellan 1878 och 1885. Det var tänkt att bli en fullskalig kopia av slottet i Versailles men bara den centrala delen hann byggas innan kungen dog. 50 av de 70 rummen är fortfarande inte färdigställda.
Det var aldrig tänkt att slottet skulle bli en exakt kopia av Versailles. På flera punkter överträffar det dock Versailles. Den stora spegelsalen är till exempel större än motsvarigheten i Versailles och matsalen har en enorm ljuskrona av Meissenporslin som är den största i världen. Även den tekniska utvecklingen under 200 år möjliggjorde en högre standard än Versailles, som inte hade en enda toalett och vars enda rinnande vatten var det som fanns i fontänerna. Kung Ludwigs kopia utrustades med moderna faciliteter såsom toalett och ett stort uppvärmt badkar.
Den franska slottsträdgården är fylld av fontäner och statyer i klassisk stil som är typisk för Versailles eller i romantisk stil, som var kung Ludwigs favorit. Statyer av jungfruliga prinsessor i klassisk antik stil samsas med drakar, bevingade krigare och extravaganta varelser som ser ut att ha kommit från någon av Richard Wagners romantiska operor.
Eftersom slottet ligger på en ö och endast är tillgängligt med färja, är Herrenchiemsee och det nya palatset inte lika berömt som Neuschwanstein, kung Ludwigs andra dyra lyxslott.
Herrenchiemsee var 10–23 augusti 1948 platsen där Verfassungskonvent von Herrenchiemsee möttes, , en samling av sakkunniga som tog fram förslaget för Tysklands grundlag, Grundgesetz, för den nya förbundsrepubliken efter andra världskriget. Grundlagen antogs 23 maj 1949 och överensstämmer i stora drag med förslaget.